# Kölner Architekturpreis

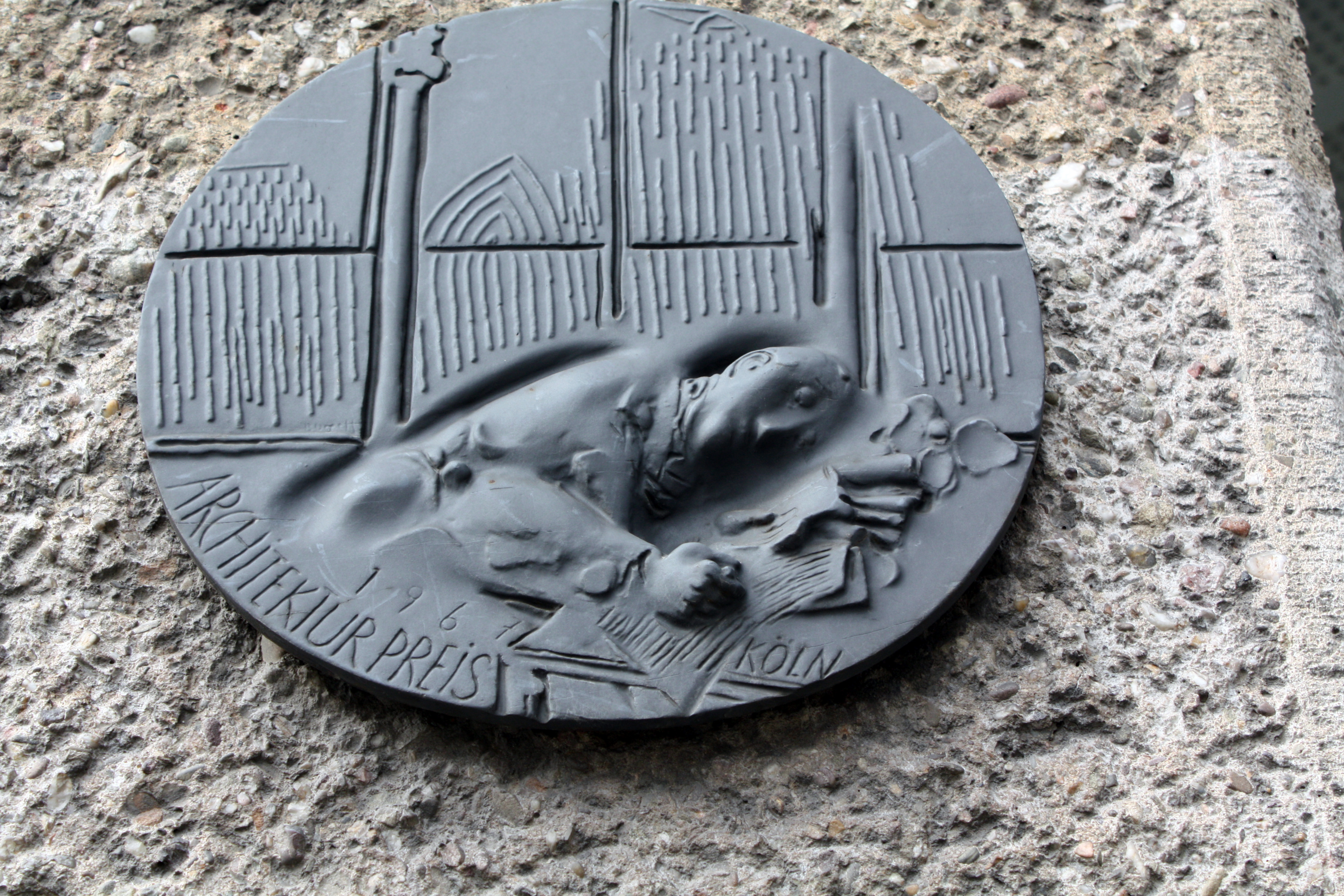
Preisplakette 1967 am Domforum

Der Kölner Architekturpreis (KAP) ist einer der ältesten deutschen Architekturpreise. Er wird seit 1967 alle drei bis fünf Jahre ausgeschrieben für beispielhafte Bauten in der Region Köln. Er wird getragen vom Architektur Forum Rheinland (AFR), dem Bund Deutscher Architekten Köln (BDA), dem Deutschen Werkbund NW (DWB) und dem Kölnischen Kunstverein (KKV).

## Ziele und Aufgaben
- Die Aufgabe des „Vereins Kölner Architekturpreis e. V.“ (kap) ist es, die Qualität des Planens und Bauens in Verantwortung gegenüber der Gesellschaft und Umwelt zu fördern.
- Der Kölner Architekturpreis wird mit dem Ziel vergeben, in diesem Sinne vorbildliche Bauten im Raum der Stadt Köln und den umliegenden Kreisgebieten des Auslobungsbereiches auszuzeichnen.
- Die Auszeichnung soll dazu beitragen, das öffentliche Bewusstsein für Qualität im Planen und Bauen zu verankern und zu festigen und Qualitätsmaßstäbe in der zeitgenössischen Architektur zu setzen.
- Die Auszeichnung wird für herausragende baukünstlerische Leistungen vergeben. Diese finden sich nicht nur bei den prominenten Bauten, sondern in gleicher Weise bei den alltäglichen Bauaufgaben, die das Gesicht unserer Städte und Landschaften prägen.
- Er kann für ein Bauwerk (Neubau, Umbau, Ausbau), eine Gebäudegruppe, eine städtebauliche Anlage, eine Freianlage oder eine temporäre Intervention im öffentlichen Raum zuerkannt werden.
- Es wird nicht nur die Leistung der beteiligten Architekten, sondern gleichermaßen auch der verantwortungsvolle Part der Bauherren gewürdigt.

## Geschichte

### Vereinsgründung und erste Auslobung
Die Vorbereitungen zur Gründung des gemeinnützigen Vereins Kölner Architekturpreis e. V., getragen von BDA Köln, Werkbund und Kölnischen Kunstverein liefen seit 1962. 

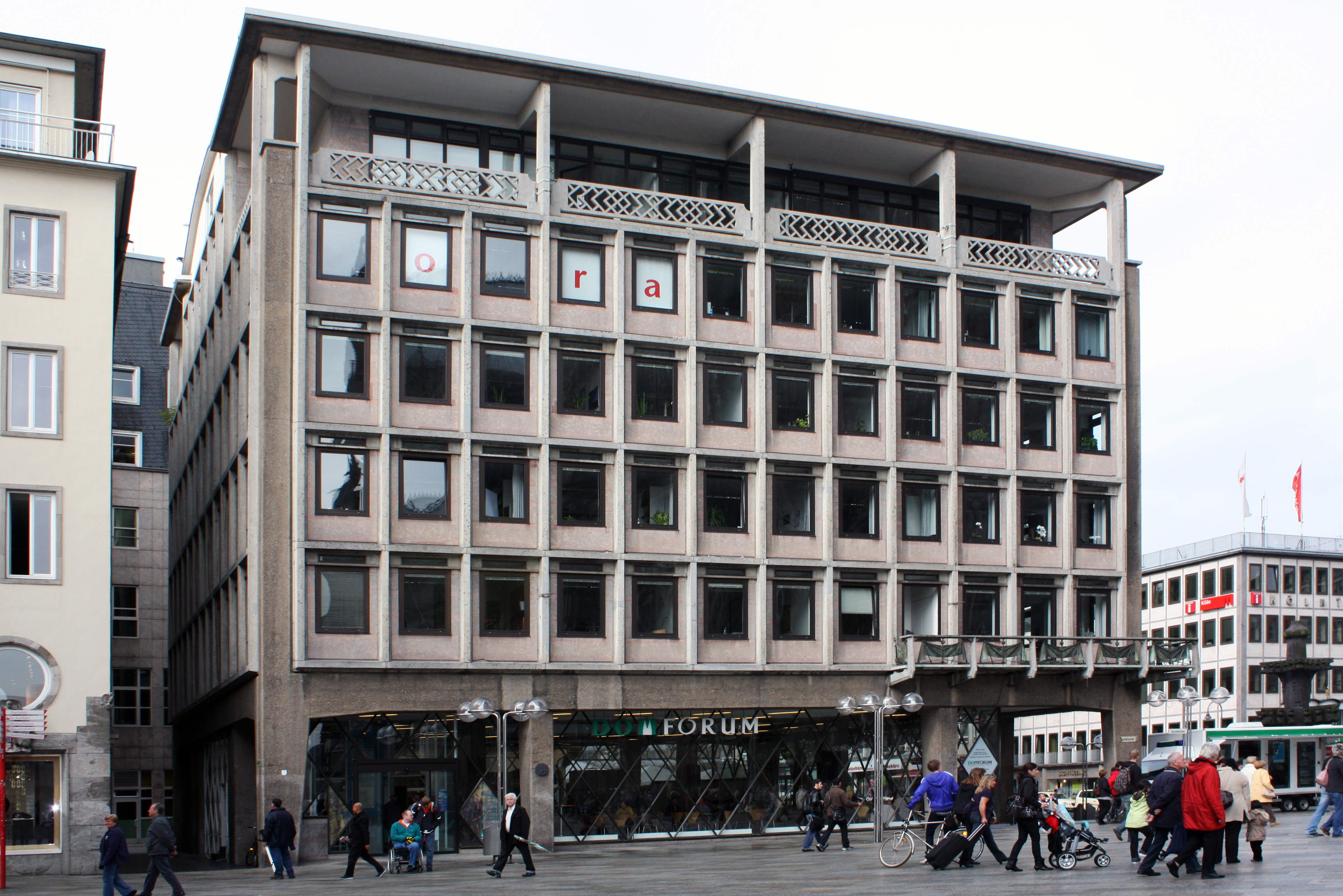
Domforum (von 1954) (Foto: 2009)

Diese erste Prämierung 1967 sollte die Aufbauarbeit im kriegszerstörten Köln über einen Zeitraum von rund 20 Jahren bewerten – anders als heute wurden Bewerbungen und Vorschläge aus der Stadtgesellschaft berücksichtigt, aber auch Bauten ausgezeichnet, die der Jury als „besonders bemerkenswert“ erschienen. Diese setzte sich aus fünf Architekten und Hochschullehrern zusammen:
- Heinrich Bartmann, Baden-Baden
- Erwin Heinle, Stuttgart
- Wolf Irion, Stuttgart
- Erich Kühn, Aachen
- Ernst Zinsser, Hannover

Die Jury tagte an fünf Tagen im Oktober und November 1967 und zeichnete schließlich 80 Nachkriegsbauten aus – als „ideelle Zusammenarbeit von Bauherr, Architekt und Unternehmer“.
Unter den prämierten Bauten waren Wohngebäude am stärksten vertreten, sowohl Ein- und Mehrfamilienhäuser als auch Wohnanlagen und Siedlungsbau. Ebenfalls stark vertreten waren Büro- und Geschäftsbauten, Kirchenbauten, aber auch Leistungen der „Schöpferischen Denkmalpflege“. Andere Typologien umfassten Brücken, Schulen, Industrie-, Kultur- und Sozialbauten sowie städtebauliche Lösungen.
Im Frühjahr 1968 wurden die prämierten Bauten im Kölnischen Kunstverein in einer zehntägigen Ausstellung präsentiert.

### Aktuelle Bedingungen
Es werden bis zu sechs Auszeichnungen und zehn Anerkennungen vergeben. Die mit Auszeichnung bewerteten Objekte werden für den Architekturpreis NRW nominiert. Ausgezeichnet werden stets Planerin oder Planer gemeinsam mit der Bauherrenschaft, weil die Entscheidung für qualitätsvolles Bauen in beider Verantwortung liege.
Der Auslober des Preises ist ein Verein, dessen Träger das Architektur Forum Rheinland (AFR), der Bund Deutscher Architekten Köln (BDA), der Deutsche Werkbund NW (DWB) und der Kölnische Kunstverein (KKV) sind. Der Jury gehören jeweils wechselnd fünf Personen an, neben Architekten auch Journalisten, Kunstschaffende und andere Angehörige kreativer Berufe. Die Region Köln ist in der Regel nur mit einer Person vertreten.
2017 feierte der Kölner Architekturpreis sein 50-jähriges Bestehen; die letzte Verleihung war im März 2021.

## Kriterien
Die einzureichenden Unterlagen sollen eine Beurteilung nach etwa folgenden Kriterien ermöglichen:
- Architektur und Gestaltung
- Einbindung in die städtebauliche und landschaftliche Umgebung
- Angemessenheit der Lösung bezogen auf die Aufgabe
- Leistung im Zusammenhang mit der Entwicklung des Bauens / innovative Ansätze
- Umweltverträglichkeit
- Zusammenarbeit der Beteiligten

## Auszeichnungen und Ausgezeichnete

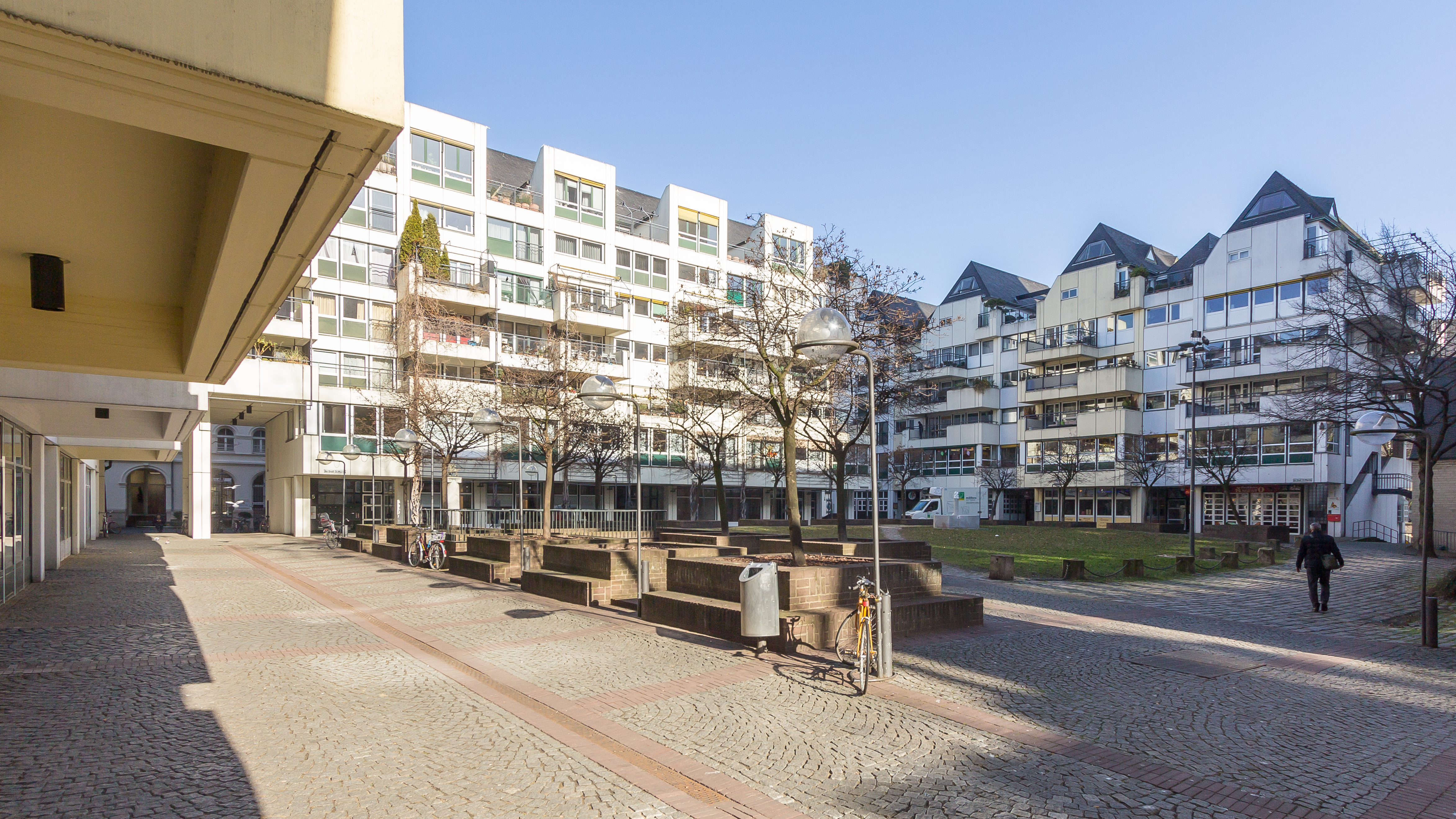
Wohnbebauung an Groß St. Martin. Architekt: Joachim Schürmann, ausgezeichnet 1980 (Foto: 2017)

Die meisten Auszeichnungen erhielt Joachim Schürmann zwischen 1967 und 1990. Auch andere Büros und Architekten wurden mehrfach ausgezeichnet, darunter Karl Band, die Planungsgruppe dt8 (unter anderem für die Wohnbebauung auf dem ehemaligen Stollwerck-Gelände), Gottfried Böhm sowie Erich Schneider-Wessling. Mehrfach ausgezeichnete Architektinnen sind etwa Ursula Trint, Anne-Julchen Bernhardt und Dörte Gatermann.
Eine Reihe von ausgezeichneten Gebäuden steht inzwischen unter Denkmalschutz, andere wurden bereits abgerissen, darunter ein Hochschulgebäude von Joachim Schürmann in Gummersbach (KAP 1971, abgerissen 2010), die Hauptverwaltung der Rheinenergie (KAP 1980, abgerissen 2015) oder ein brutalistisches Altenzentrum in Hürth (KAP 1971).

## kap-Plakette
Wer mit dem Kölner Architekturpreis ausgezeichnet wird, wird mit einer von Hans Karl Burgeff gestalteten Plakette gewürdigt, die an den ausgezeichneten Gebäuden angebracht werden kann. Die Plakette ist fast kreisrund mit einer Breite von 34,3 und einer Höhe von 33,8 Zentimetern. Sie wird von der Kunstgießerei Schweizer in Köln gegossen. Die ersten Ausgaben wurden aus Eisen gegossen und hatten eine geschwärzte Oberfläche, heute werden die Plaketten aus Bronze gefertigt und dunkel patiniert. Das Motiv der Plakette zeigt einen erschöpft auf seinen Arbeitstisch niedergesunkenen Baumeister vor angedeuteten gotischen Spitzbögen, die auf den Kölner Dom hinweisen – erkennbar auch an dem stilisierten Baukran, der sich lange Zeit auf dem unvollendeten Südturm befand. Eine Vertikale stellt die Markussäule dar und deutet damit auf den Schutzheiligen des Maurer- und Bauhandwerks hin. Am Unterrand befinden sich in Majuskeln links der Schriftzug ARCHITEKTURPREIS, darüber das Jahr der Verleihung, und rechts auf dem Arbeitstisch KÖLN.